# P-Vine Japan
P-Vine Japan est un label discographique indépendant japonais. Les artistes produits incluent Big Walter Horton, Minyo Crusaders et de nombreux bluesmen d'avant les années 1960.

## Histoire
Le label est fondé en 1976 par Blues Interactions, une société fondée en 1975 par Yasufumi Higurashi et Akira Kochi, en tant que label de musique noire. Le nom du label provient de la Peavine Branch du Mississippi Yazoo and Mississippi Valley Railroad, chantée dans les chansons de blues de Charley Patton et Big Joe Williams.
Les premières années, le label se concentre sur le blues et le RnB, mais il s'étend progressivement à des genres plus larges tels que le jazz, la musique latine, le funk, la J-pop, la house music et le garage punk.
Le label publie quelques nouveaux enregistrements, notamment l'album Original Chicago Blues avec Kansas City Red, Eddie Taylor et Big John Wrencher, mais il se concentre surtout sur la réédition d'enregistrements anciens. P-Vine publie des documents provenant de labels tels que Chess Records, Delmark, Modern/Kent, Black Top et Alligator. Il est également à l'origine de la publication d'enregistrements live et studio inédits de Parliament-Funkadelic, ainsi que de la publication sur CD d'albums qui n'étaient auparavant disponibles qu'en vinyle.
Outre le label P-Vine, Blues Interactions lance d'autres labels, tels que Substance et P-Vine NonStop. Depuis 2021, ces labels n'existent plus. Ils publient également des magazines (Blues and Soul Records et Black Music Review) et des livres. En 2021, le magazine Blues and Soul Records est transféré à Two Virgins, tandis que Black Music Review suspend sa publication en novembre 2011. L'actuel P-Vine, Inc. publie quelques livres sous sa marque Ele-King,.